# Cor Kint
Clasina Cornelia Kint, més coneguda com a Cor Kint   (Rotterdam, 22 de juliol de 1920 - Coffs Harbour, 7 d'octubre de 2002), fou una nedadora neerlandesa, especialista en esquena, que va competir durant la dècada de 1930.
En el seu palmarès destaca una medalla d'or en els 100 metres esquena del Campionat d'Europa de natació de 1938, per davant de la seva compatriota Iet van Feggelen i la danesa Birte Ove-Petersen. Entre 1938 i 1940 guanyà tres campionats nacionals dels 100 metres esquena i va establir cinc rècords del món i quatre d'Europa en els 100 i 200 metres i 100 i 150 iardes esquena. Els rècords de les 150 iardes i 200 metres esquena van ser vigents durant 11 anys i el rècord del món dels 100 metres esquena no fou superat fins 21 anys més tard, en el que és el rècord del món més durador en natació al llarg de la història.
La cancel·lació dels Jocs Olímpics de 1940 i 1944 va impedir la seva participació olímpica. El 1941 es va prometre amb un mariner alemany i es va traslladar a Dresden, on va continuar la seva carrera esportiva dins l'Alemanya nazi. A finals de 1943 se li va oferir ser entrenadora de natació a Chemnitz. Després de la guerra va tornar als Països Baixos i el 1947 fou suspesa temporalment com a membre de la federació neerlandesa de natació pels seus estrets vincles amb l'ocupant nazi.
A finals de 1959 va emigrar a Austràlia, on es va casar amb un forner de Frísia. El 1971 fou incorporada a l'International Swimming Hall of Fame. Va morir el 2002 a Coffs Harbour, Austràlia.